# Гербі летить з котушок
Гербі летить з котушок (англ. Herbie Goes Bananas) — американська фентезійна комедія 1980, четвертий фільм із серії про Гербі.

## Сюжет
Піт Стенчек успадкував від свого дядька Джима Дугласа після перегонів Trans-France Гербі, гоночний автомобіль «Фольксваген Жук», і вирушив до Пуерто-Вальярта, зі своїм другом Дейві «Ді-Джеєм» Джонсом, щоб забрати машину. У них викрадає гаманці Пако, кишеньковий злодій-сирота. В іншому місці Пако обкрадає одного з трьох лиходіїв, які планують викрасти золото із забутих руїн інків. Піт, Ді-Джей та лиходії починають переслідувати Пако. У цій погоні серед переслідуючих опиняються ще й капітан круїзного судна Sun Princess Блайт, студентка антропології на ім’я Мелісса та її екстравагантна, ексцентрична тітка Луїза.
Прагнучи захистити Пако, Гербі скрізь сіє хаос.

## У ролях
| Актор              | Роль                 |
| ------------------ | -------------------- |
| Чарльз Мартін Сміт | Деві "Ді-Джей" Джонс |
| Стефан В. Бернс    | Піт Стенчек          |
| Клоріс Лічмен      | тітка Луїза Трендс   |
| Гарві Корман       | капітан Блайт        |
| Хоакін Гарай III   | Пако                 |
| Джон Вернон        | Пріндл               |
| Річард Джекел      | Шепард               |
| Алекс Рокко        | Квінн                |
| Елісса Давалос     | Мелісса              |